# Liste de racines grecques (lettre U)
Pour un article plus général, voir Racine grecque.
| Racine          | Origine grecque                                         | Sens | Exemples de mots comportant la racine |
| --------------- | ------------------------------------------------------- | --- | --- |
| u-              | οὐ(ou), οὐκ(ouk)                                        | (Idée de) négation, préfixe négatif | Utopie, Uchronie |
| ul- ; -ulie     | οὖλον (oũlon)                                           | Gencive | Ulite, Uloncie, Ulorrhagie, Épulie, Parulie |
| -ulie           | οὖλον (oũlon)                                           | Gencive | voir ul- |
| ulo-            | οὖλος (oũlos)                                           | Touffu, épais, dru, frisé, crépu, gerbe | Ulothrix |
| undéca-         | ἕνδεκα (héndeka)                                        | Onze | undécanoïque, multiplicateur IUPAC pour 11 ; voir aussi hendéca- |
| upsilon         | ὖ ψιλόν (ú psilon)                                      | Lettre grecque upsilon (υ, Y) | Upsilon1, Upsilon2 ; voir aussi psilo- |
| -ur-1 ; -urie   | οὐρέω (ouréô) → οὖρον (oũron) ; οὐρητήρ (ourêtếr)       | Uriner → urine ; uretère | Uracylique, Uréase, Urée, Uréide, Urémie, Uréogénèse, Uréomètre, Uréopoïèse, Uréotélique, Uretère, Urétérocèle, Urétérolithiase, Urétérorraphie, Urétérotomie, Uréthane, Uréthrite, Urètre, Urétrocèle, Urétrorragie, Urétrorrhée, Urétroscopie, Urétrotomie, Uridine, Uridylique, Urique, Urochrome, Urobiline, Urodynie, Urographie, Urolagnie, Urologie, Uromancie, Uromètre, Uronique, Urophilie, Uropode, Uroscopie, Urotélique, Diurèse, Diurétique, Énurésie, Galacturonique, Glucuronique, Hippurique, Hyaluronique, Iduronique, Polyuréthane ; Acétonurie, Acidurie, Albuminurie, Alcaptonurie, Ammoniurie, Anurie, Azoturie, Bacillurie, Calciurie, Cétonurie, Cholurie, Cylindrurie, Dysurie, Galactosurie, Glycosurie, Hématurie, Hémoglobinurie, Nycturie, Oligurie, Phénylcétonurie, Phosphaturie, Pollakiurie, Polyurie, Protéinurie, Pyurie, Urobilinurie |
| -ur-2           | οὐρά (ourá)                                             | Queue | voir -our- |
| -ur-3           | οὖρος3 (oũros)                                          | Gardien, protecteur, défenseur | Arcturus |
| -uran- ; ouran- | οὐρανός (ouranós) ; Oὐρανός (Ouranós)                   | Ciel ; Ouranos (dieu du ciel) | Uranate, Urane, Uraneux, Uranide, Uranie1, Uranie2, Uranien, Uranifère, Uranine, Uraninite, Uranique, Uranisme, Uraniste, Uranium, Uranographie, Uranomancie, Uranoplastie, Uranorama, Uranoscope, Uranyle, Péchurane, Transuranien ; Ouranien, Ouranite, Ouranoplastie, Ouranos, Ouranosaurus |
| -ure1           | mot latin sulfŭr, soufre et mot grec ὕδωρ, (húdôr), eau | (suffixe français masculin -ure1 utilisé pour certains) sels ou éthers-sels (d'hydracide et notamment d'acide halogénohydrique ou certains autres) composés binaires non oxygénés | Arséniure, Bromure, Chlorure, Cyanure, Halogénure, Hydrocarbure, Hydrure, Iodure, Nitrure, Osmiure, Phosphure, Séléniure, Stibiure et autres |
| -ure2           | οὐρά (ourá)                                             | Queue | voir -our- |
| -urg(i)e-       | ἔργον (érgon)                                           | Travail | voir -erg(o)- |
| -urie           | οὐρέω (ouréô) → οὖρον (oũron) ; οὐρητήρ (ourêtếr)       | Uriner → urine ; uretère | voir -ur-1 |
| utérus          | ὕστερος (hústeros) ; ὕστερα (hustéra)                   | Qui vient après (chronologiquement ou hiérarchiquement), subordonné, inférieur (hiérarchiquement ou spatialement) ; matrice                                                       | voir hystéro- |